# Єриклинська ділянка
Єриклинська ділянка (рос. Ерыклинский участок) — селище в Кузоватовському районі Ульяновської області Російської Федерації.
Населення становить 47 осіб. Входить до складу муніципального утворення Безводовське сільське поселення.

## Історія
Від 2004 року входить до складу муніципального утворення Безводовське сільське поселення.

## Населення
| 2010 |
| ---- |
| 47   |